# Benito Legarda

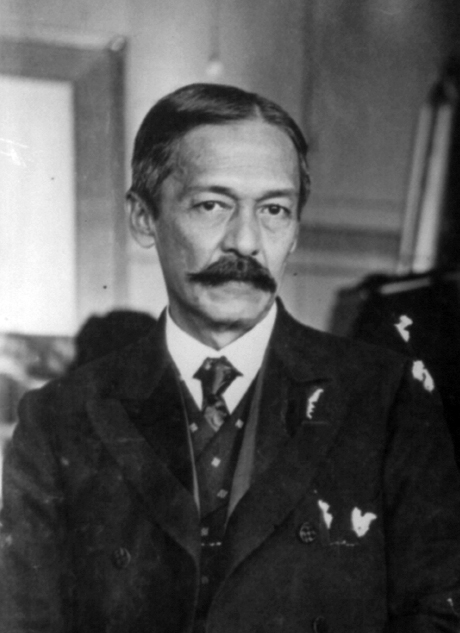
Benito Legarda, 1908

Benito Legarda y Tuason (* 27. September 1853 in Manila; † 27. August 1915 in Évian-les-Bains, Frankreich) war ein philippinischer Politiker. Zwischen 1907 und 1912 vertrat er die Philippinen als Delegierter (Resident Commissioner) im Repräsentantenhaus der Vereinigten Staaten.

## Werdegang
Benito Legarda besuchte das Jesuits’ College und die University of Santo Tomas in Manila. Danach schlug er eine politische Laufbahn ein. Er wurde 1899 Mitglied der Regierung von Präsident Emilio Aguinaldo und Vizepräsident des Revolutionskongresses der ersten philippinischen Republik. Im Jahr 1901 wurde er Mitglied der amerikanischen Kommission für die Philippinen (Philippine Commission).
Im Jahr 1907 wurde Legarda durch die philippinischen Versammlung als nicht stimmberechtigter Delegierter in das US-Repräsentantenhaus in Washington, D.C. gewählt, wo er am 22. November 1907 sein neues Mandat antrat. Nach zwei Wiederwahlen konnte er bis zum 3. März 1912 im Kongress verbleiben. Im Jahr 1912 stellte er sich nicht mehr zur Wiederwahl.
Nach dem Ende seiner Zeit im US-Repräsentantenhaus ist er politisch nicht mehr in Erscheinung getreten. Er starb am 27. August 1915 im französischen Évian und wurde in Manila beigesetzt.